# I cinque segreti del deserto
I cinque segreti del deserto (Five Graves to Cairo) è un film di guerra del 1943 diretto da Billy Wilder, ambientato in Nordafrica durante la 2ª guerra mondiale, all'epoca ancora in corso.

## Trama
L'azione ha luogo nel giugno del 1942, con l'8ª Armata britannica in ritiro, dopo la caduta di Tobruk. Durante la fuga, il caporale inglese John Bramble trova rifugio in un albergo, che però si riempie subito di ufficiali tedeschi, tra questi il feldmaresciallo Rommel. Il caporale inglese riesce a spacciarsi per una spia dei tedeschi, ma il suo vero scopo è scoprire l'ubicazione dei depositi di carburante dell'Afrikakorps. Tra scambi di identità, bugie e minacce, riesce nel suo intento grazie ad una carta geografica truccata: potrà così aiutare gli alleati a fermare i carri armati di Rommel.

## Produzione
Il film, tratto dal dramma Hotel Imperial di Lajos Biró, venne prodotto dalla Paramount Pictures che in parte si occuperà anche della distribuzione. Le parti in cui lo stereotipato generale italiano Sebastiano (Fortunio Bonanova) viene ridicolizzato da Rommel, non furono doppiate in italiano e rimangono solo nella versione originale.

## Distribuzione

### Data di uscita
Il film venne distribuito in varie nazioni, fra cui:
- Stati Uniti d'America (Five Graves to Cairo): 4 maggio 1943
- Svezia (Vägen till Cairo): 5 giugno 1944
- Finlandia (Tie Kairoon): 14 gennaio 1945
- Francia (Les cinq secrets du désert): 29 novembre 1946
- Danimarca (Ørkenens hemmelighed): 11 agosto 1947
- Italia: 26 aprile 1952
- Germania Ovest (Fünf Gräber bis Kairo): 4 settembre 1970